# Catedral de Santo Ansgário
A Catedral de Santo Ansgário (em dinamarquês:  Sankt Ansgars Kirke - Katolsk Domkirke) em Copenhague, Dinamarca é a principal igreja da Diocese de Copenhague, que abrange toda a Dinamarca, incluindo as Ilhas Feroé e a Groenlândia . Foi inaugurada em 1842 e foi elevada à catedral em 1941.
Como seu nome indica, está dedicada a São Ansgário de Hamburgo que é o santo patrono da Escandinávia.

## História
As primeiras congregações católicas da Dinamarca após a Reforma Protestante  foram centradas em torno de delegações estrangeiras. Começando com a que foi formada pelo diplomata e poeta espanhol, Bernardino de Rebolledo. Por algum tempo a delegação austríaca havia sido a principal defensora da congregação, e da nova capela foi financiada pela Imperatriz Maria Teresa.
A atual igreja foi projetada pelo arquiteto de origem alemã Gustav Friedrich Hetsch. Sua construção começou em 1840 e a igreja foi consagrada no dia 01 de novembro de 1842 . Durante 1988-1992 a igreja passou por extensa restauração arquitetônica, em colaboração com o Museu Nacional da Dinamarca, sob a direção do arquiteto Vilhelm Wohlert.
A catedral possui o crânio do Santo Lúcio,  um início papa, que anteriormente tinha sido em Catedral de Roskilde que foi originalmente dedicado à santo .